# Stephen Kramer Glickman
Stephen Kramer Glickman (London (Ontario), 17 maart 1979) is een Canadees acteur en komiek.

## Loopbaan
Glickman speelt de rol van Gustavo Rocque in de serie Big Time Rush, uitgezonden door Nickelodeon. In 2007 speelde hij Shrek in de gelijknamige musical.

## Filmografie

### Film
- Big Time Christmas (2010) - Gustavo Rocque
- The 41-Year-Old Virgin Who Knocked Up Sarah Marshall and Felt Superbad About It (2010) - Seth
- Big Time Audition (2009) - Gustavo Rocque
- Jeffrey Ross: No Offense - Live from New Jersey (2008) - Larry
- Big Time Concert (2010) - Gustavo Rocque
- Big Time Beach Party (2011) - Gustavo Rocque
- Storks (2016, stem) - Toady

### Televisie
- Big Time Rush (2009-2013) - Gustavo Rocque
- Carpoolers (2007-2008) - Rust Bucket Boy (2 afleveringen)
- Last Comic Standing (2003) (1 aflevering)
- BrainSurge (2011) - Zichzelf als deelnemer (1 aflevering)